# Sùng Thánh Tự
Sùng Thánh Tự là một ngôi đại tự nổi tiếng và là lớn nhất Trung Quốc. Được xây dựng từ thời vương quốc Đại Lý của người Bạch (937-1253), nằm trong khu vực của tỉnh Vân Nam, Quý Châu và tây nam tỉnh Tứ Xuyên của Cộng hòa Nhân dân Trung Hoa ngày nay.

## Hình ảnh

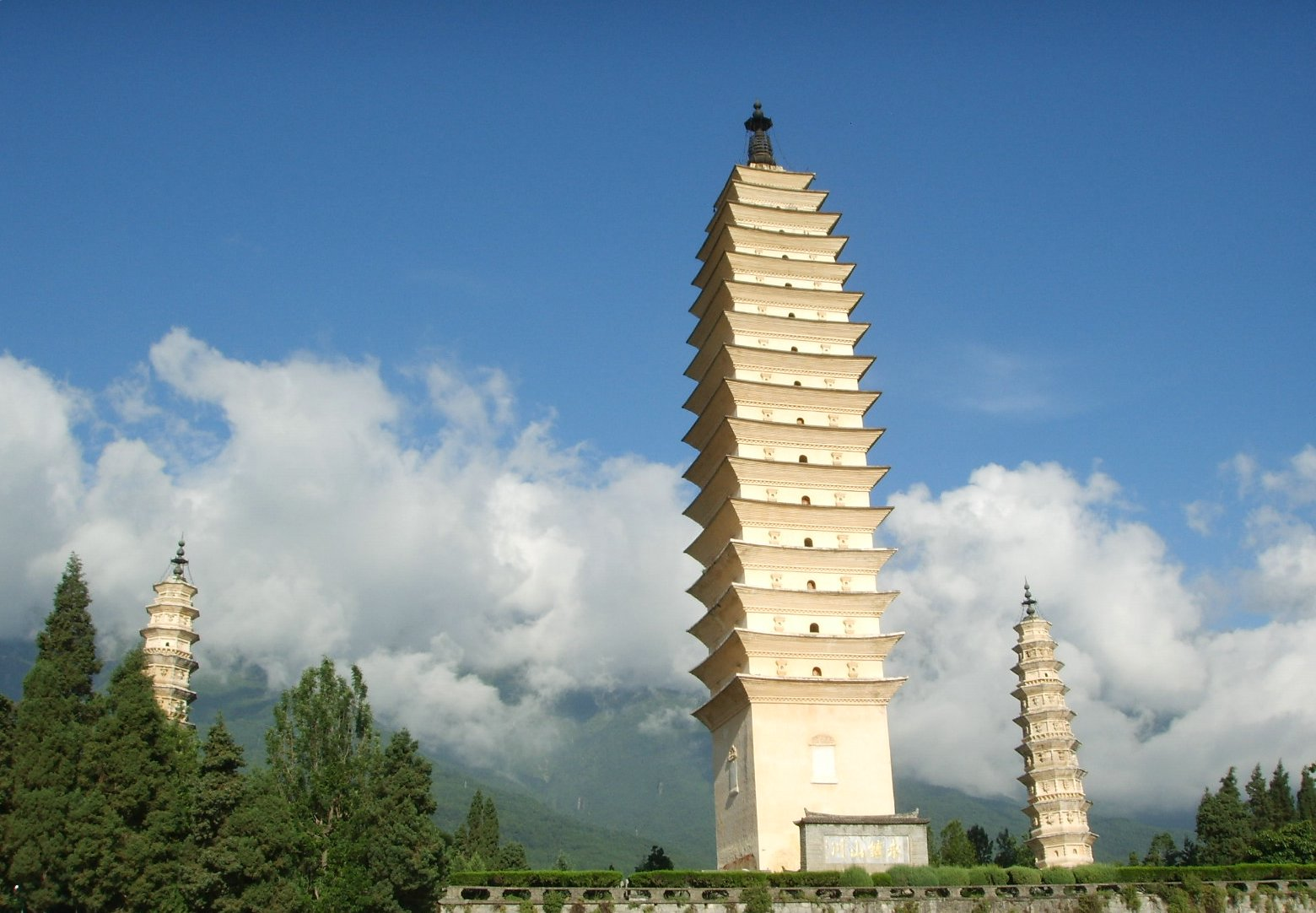
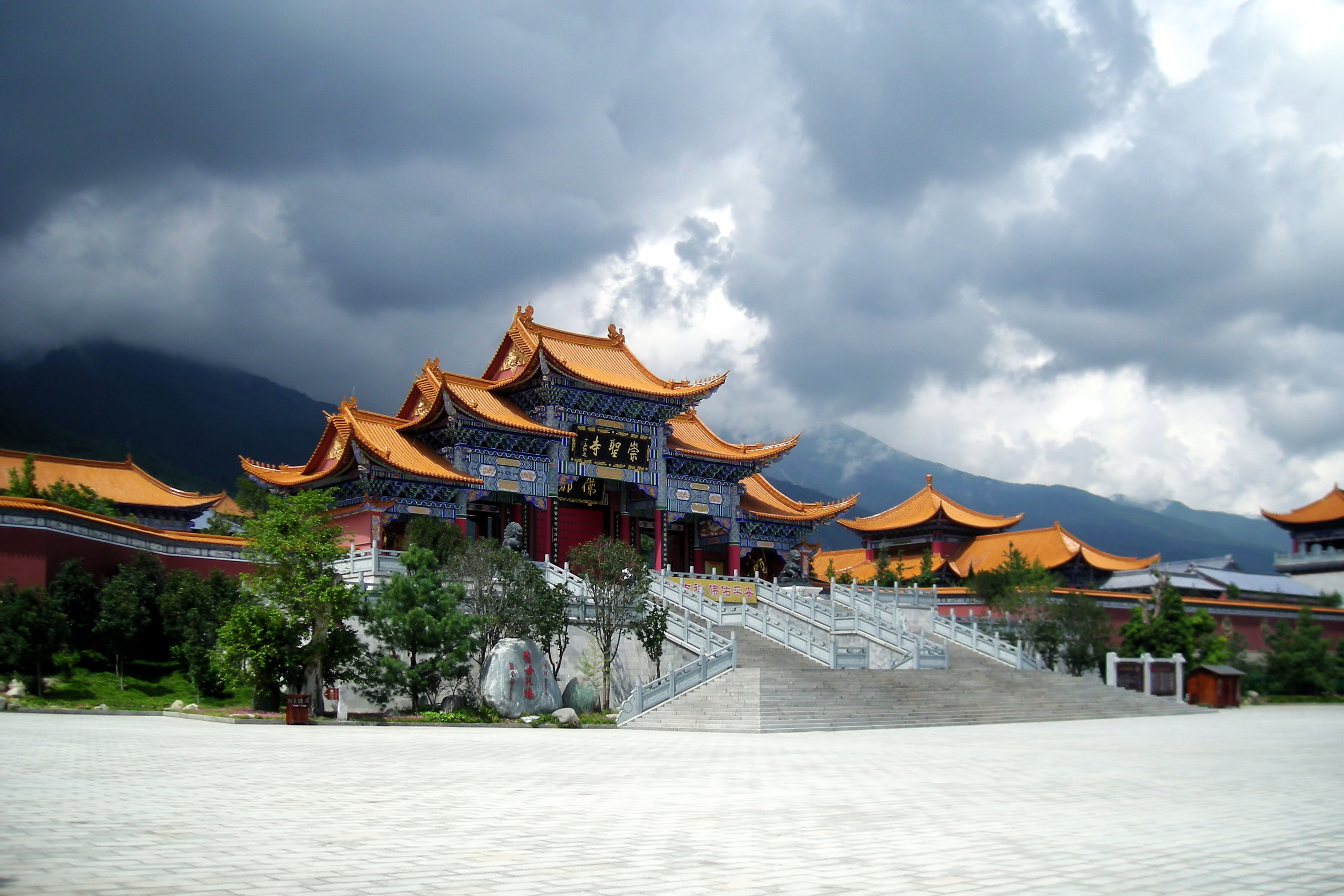
Sùng Thánh tự sơn môn
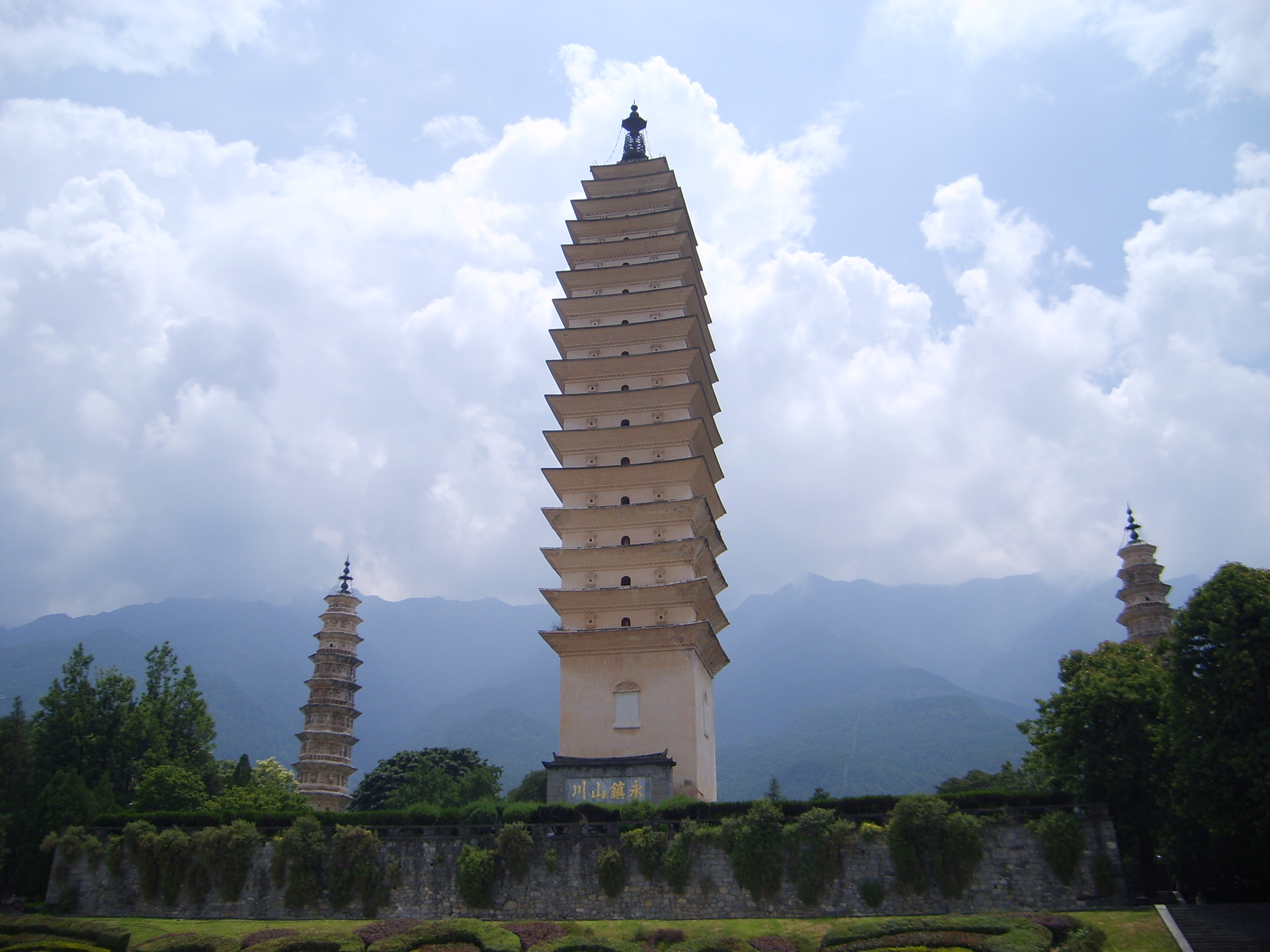
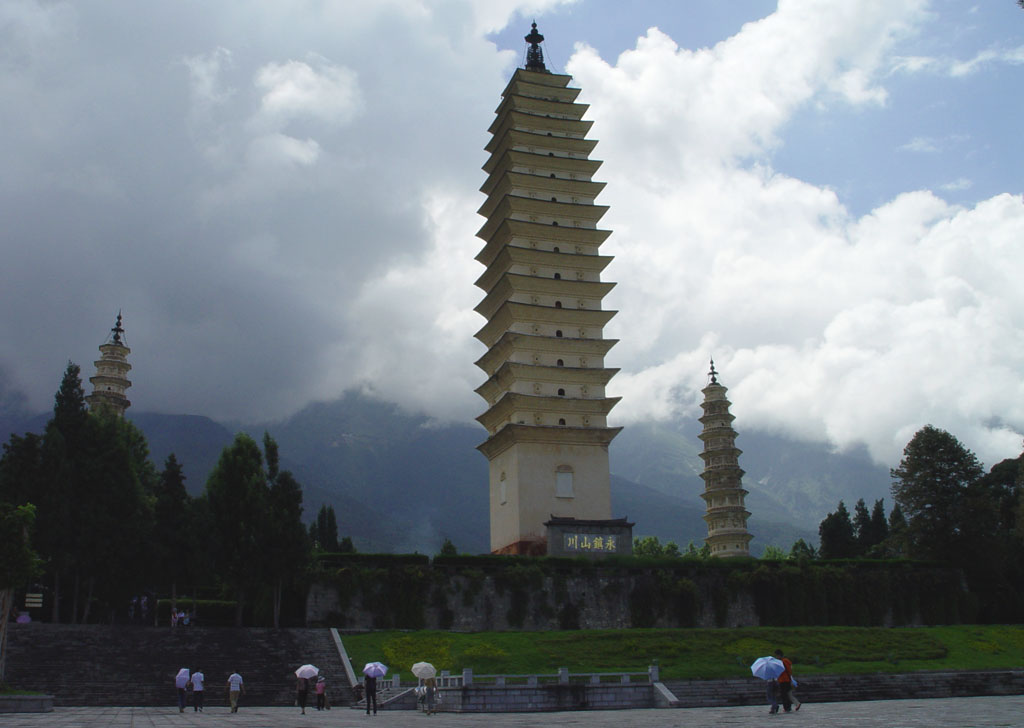
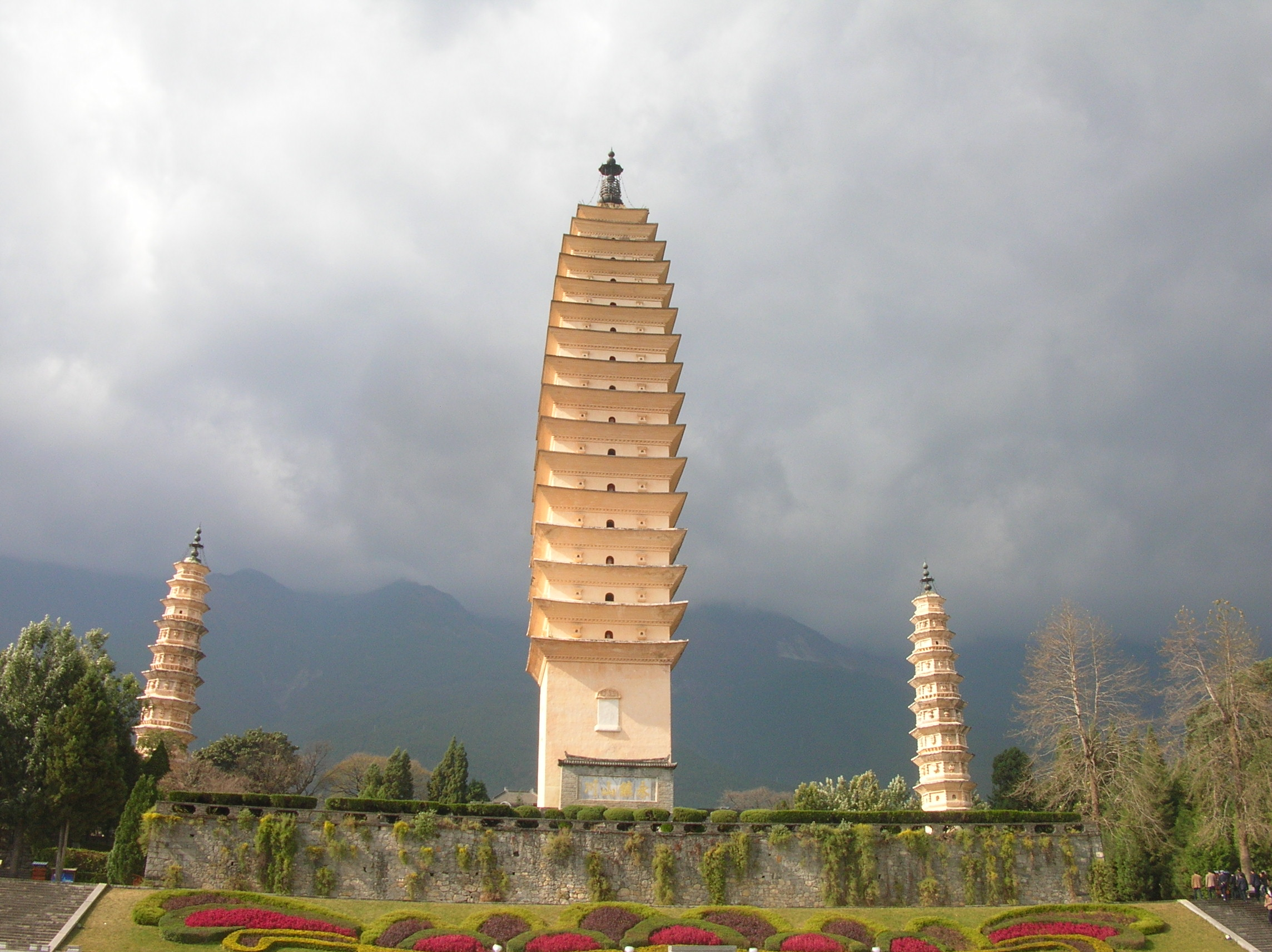
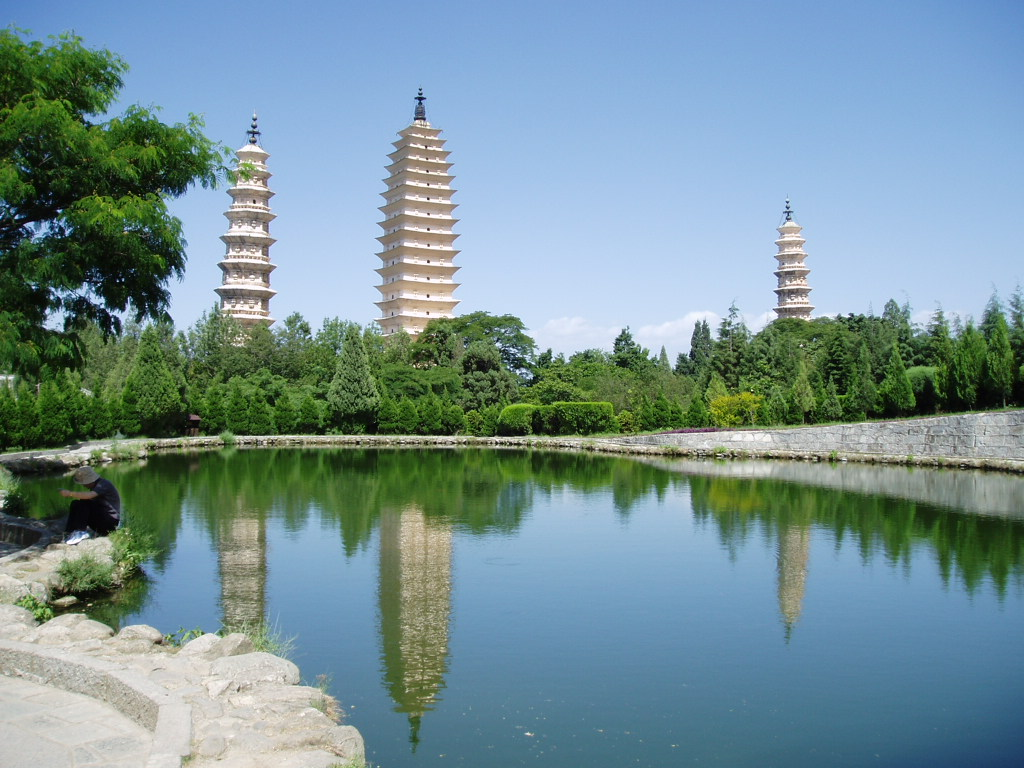
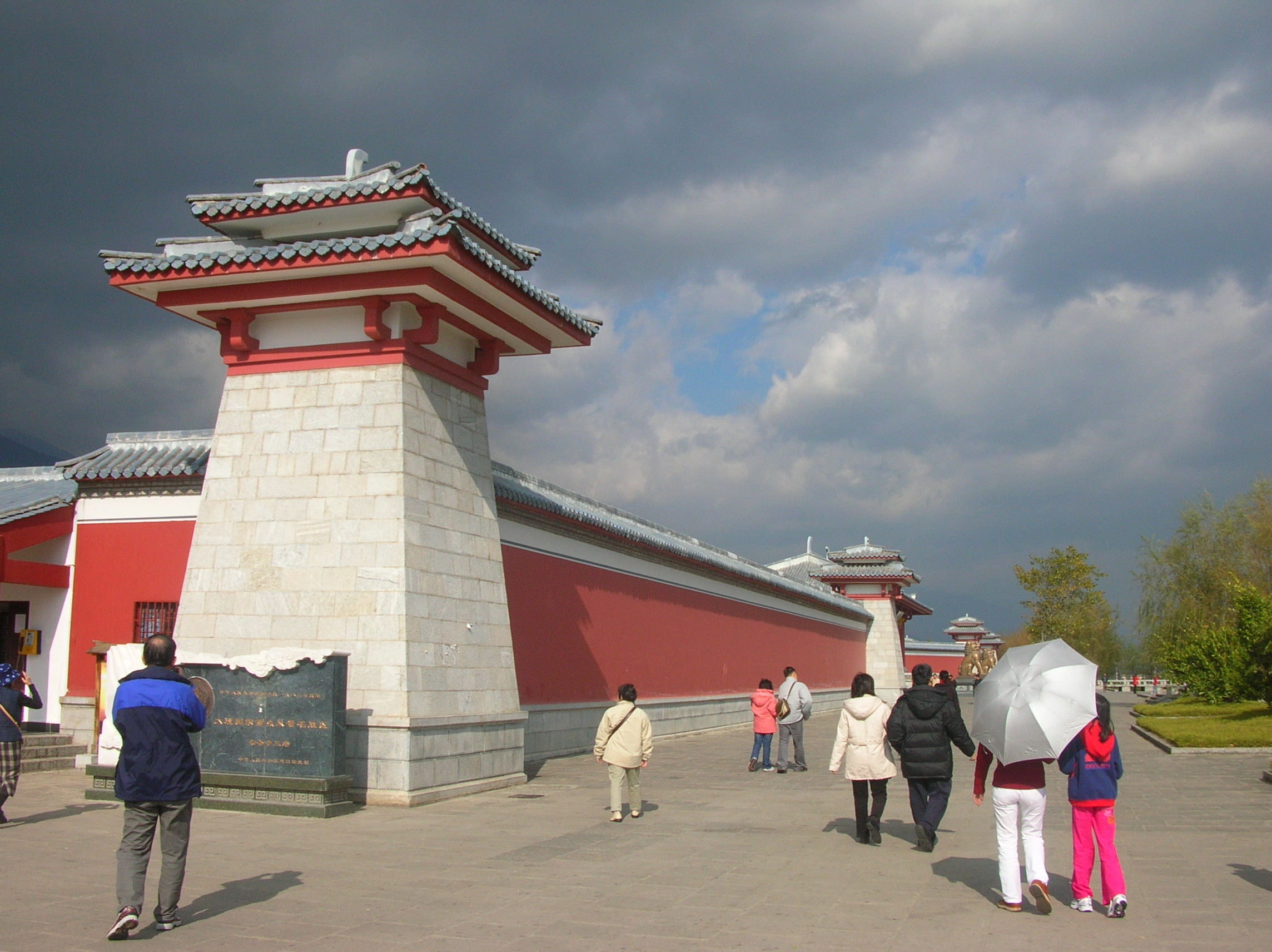
Lối vào Sùng Thánh tự
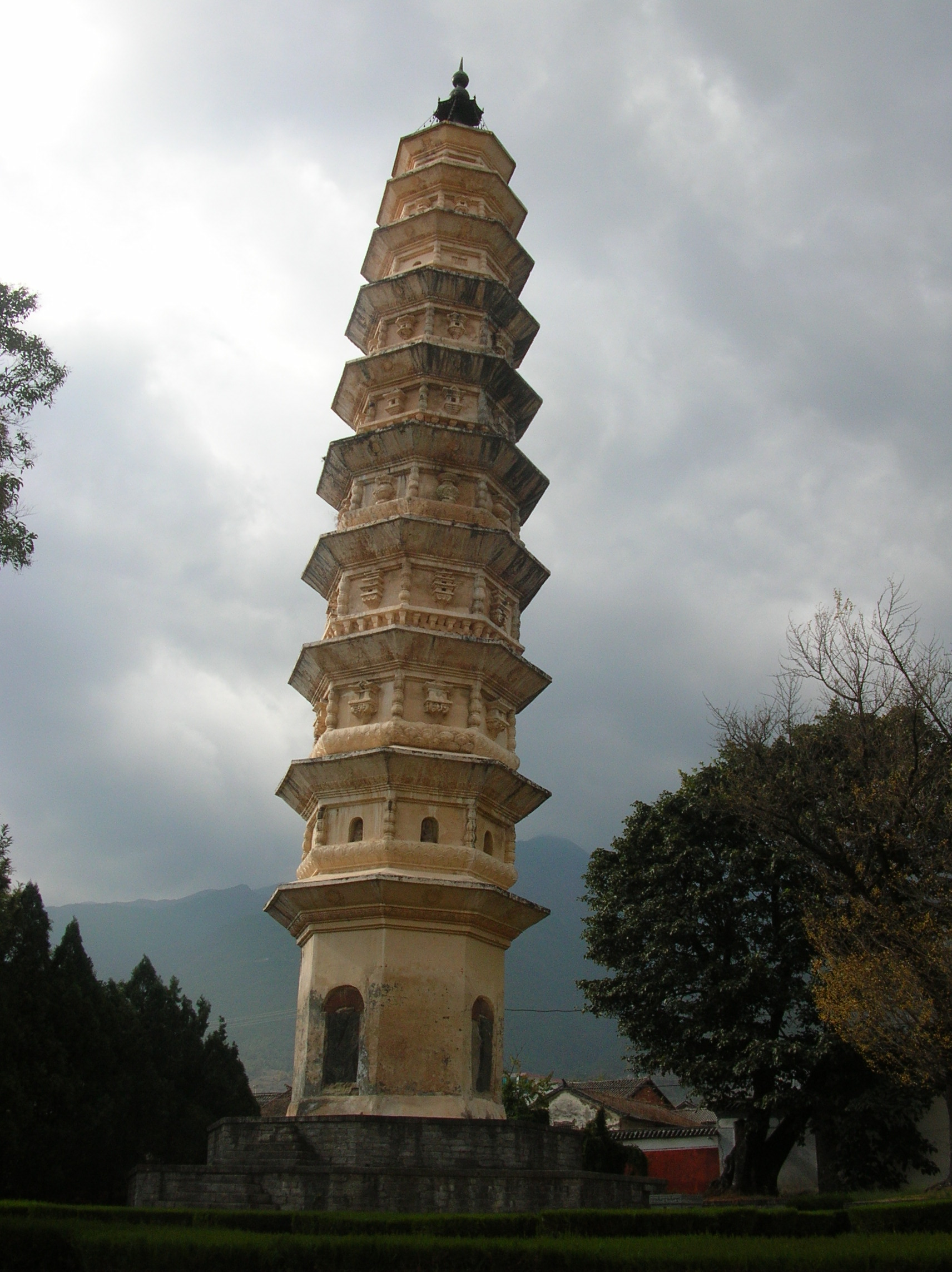
Chùa trái